# Луций Апустий Фулон (претор 196 пр.н.е.)
Вижте пояснителната страница за други личности с името Луций Апустий Фулон.
Луций Апустий Фулон (на латински: Lucius Apustius Fullo) e политик на Римската република през 2 век пр.н.е.
Произлиза от клон Фулон на фамилията Апустии. Вероятно е син на Луций Апустий Фулон (консул 226 пр.н.е.).
През 202 пр.н.е. е едил. През 196 пр.н.е. е избран за претор. Той отива между 194 – 192 пр.н.е. като triumvir coloniae deducendae заедно с народния трибун Квинт Елий Туберон и Авъл Манлий Вулзон в новооснованата римска колония Копия, която после се преименува на Турии в Калабрия.